# Serra Llarga (Collbató)
La Serra Llarga és una serra situada al municipi de Collbató a la comarca del Baix Llobregat, amb una elevació màxima de 1.001 metres.